# Jan Jiří Balzer
Jan Jiří Balzer, něm. Johann Georg (6. srpna 1738 Kuks – 14. prosince 1799 Praha) byl český rytec a nakladatel.

## Život
Byl synem Jana (Joannes) Balzera a matky Kateřiny. Jeho učitelem byl Michael Heinrich Rentz, který pracoval ve službách hraběte Františka Antonína Šporka. Jan Jiří cestoval studijně po Německu, usadil se zprvu na sídle hraběte Šporka v Lysé nad Labem a posléze v Praze, kde si jako jako rytec a kreslíř založil vlastní oficínu. Oficínu od Balzerovy smrti vedla vdova Kateřina.

### Rodina Balzerů
Z Balzerovy rodiny pocházeli ještě další rytci: jeho dva bratři Řehoř a Matyáš, pak jeho synové Jan Karel (1769–1805) a Antonín Karel (1771–1807). Oba synové studovali nejprve ve Vídni a v Drážďanech, Jan Karel též v Londýně a Benátkách, a oba se věnovali téměř výhradně rytí krajin. Od Jana se dochovaly četné pohledy na české krajiny.
Rytec Karel Rybička (1783–1853), který pracoval v dílně Jana Balzera, se oženil s jeho dcerou Terezií. Rytec Josef Rybička (1817–1872), syn Karla Rybičky, byl tedy vnukem Jana Jiřího Balzera.

## Dílo

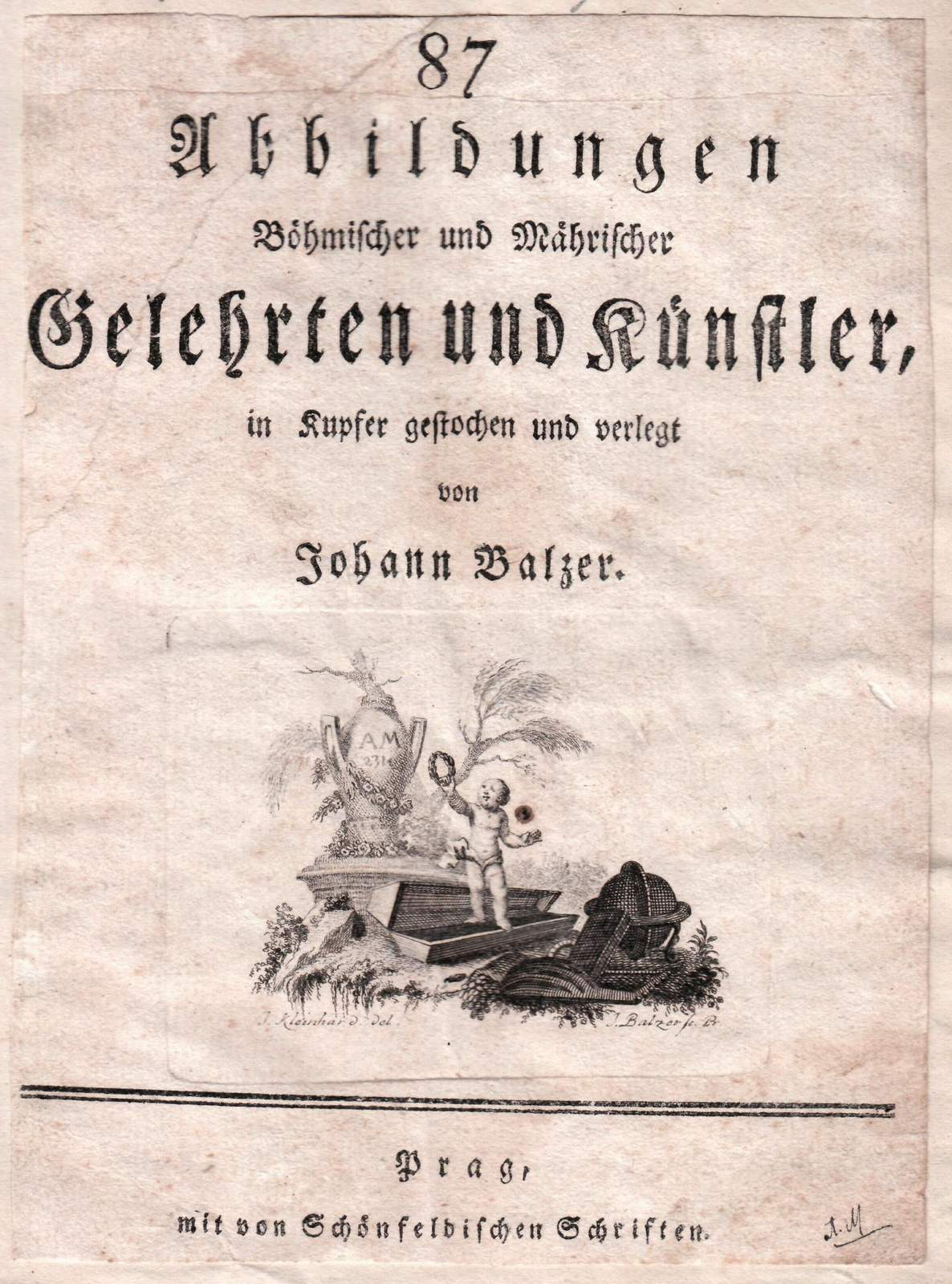
87 Abbildungen Böhmischer und Mährischer Gelehrten und Künstler
Titulní stránka, Praha 1772

Jeho rytin se dochovalo velké množství. Zvláštní zmínky zasluhují podobizny českých a moravských učenců a umělců, ryté v letech 1773–1782 a použité v latinském a většinou také v rozšířeném německém vydání jejich životopisů (Abbildungen böhm. und mähr. Gelehrten und Künstler), celkem 90 listů. Četné jsou také podobizny současníků, ryté podobně jako předešlé dle Kleinhardta, Jahna aj., pak různé obrázky svatých. Zvláštní hbitost Balzer osvědčil ve svých rytinách podle maleb svého přítele Norberta Grunda, jichž jednotlivě i v sériích vydal přes 50 listů. Při své technické zručnosti je často povrchnější než sám Grund, jenž nevěnoval svým obrázkům vždy stejnou píli. Dosti vzácné jsou jeho rytiny měst a pevností odňatých v letech 1788–1790 Turkům.

## Rodina Balzerů
Z Balzerovy rodiny pocházeli ještě další rytci: jeho dva bratři Řehoř a Matyáš, pak jeho synové Jan Karel (1769–1805) a Antonín Karel (1771–1807). Oba synové studovali nejprve ve Vídni a v Drážďanech, Jan Karel též v Londýně a Benátkách, a oba se věnovali téměř výhradně rytí krajin. Od Jana se dochovaly četné pohledy na české krajiny.

## Galerie

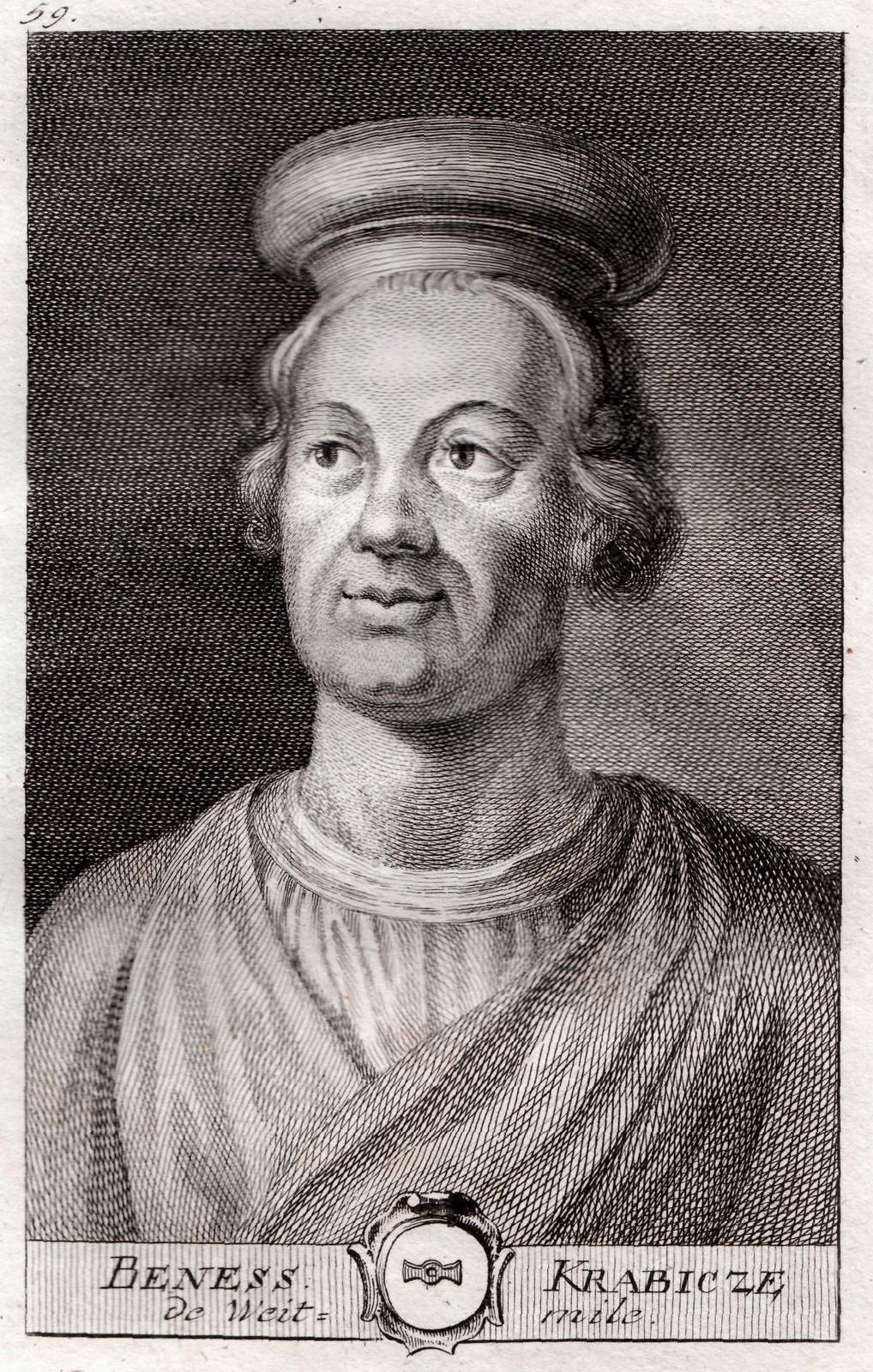
Beneš Krabice z Veitmile († 1375)
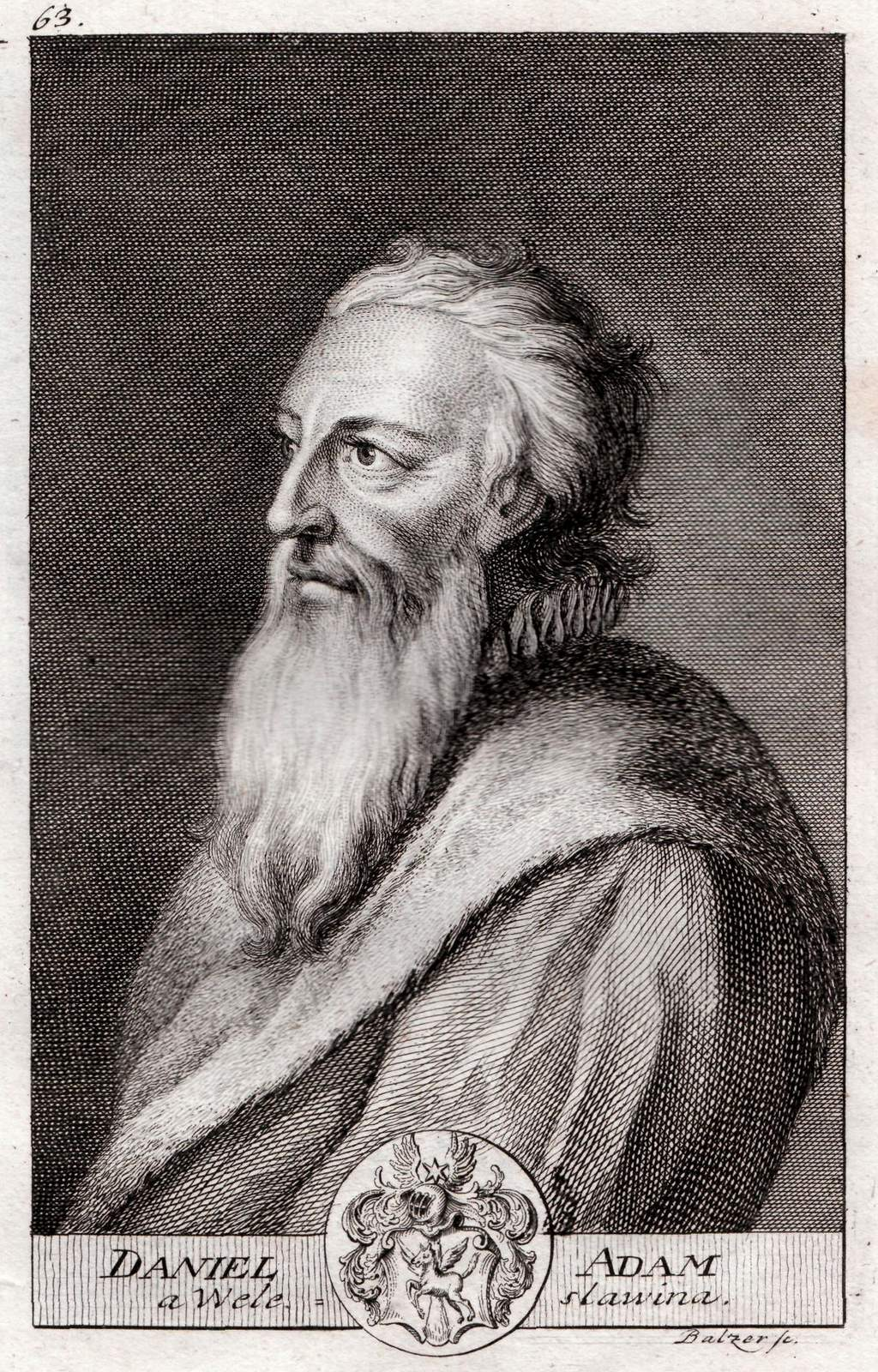
Daniel Adam z Veleslavína (1546–1599)
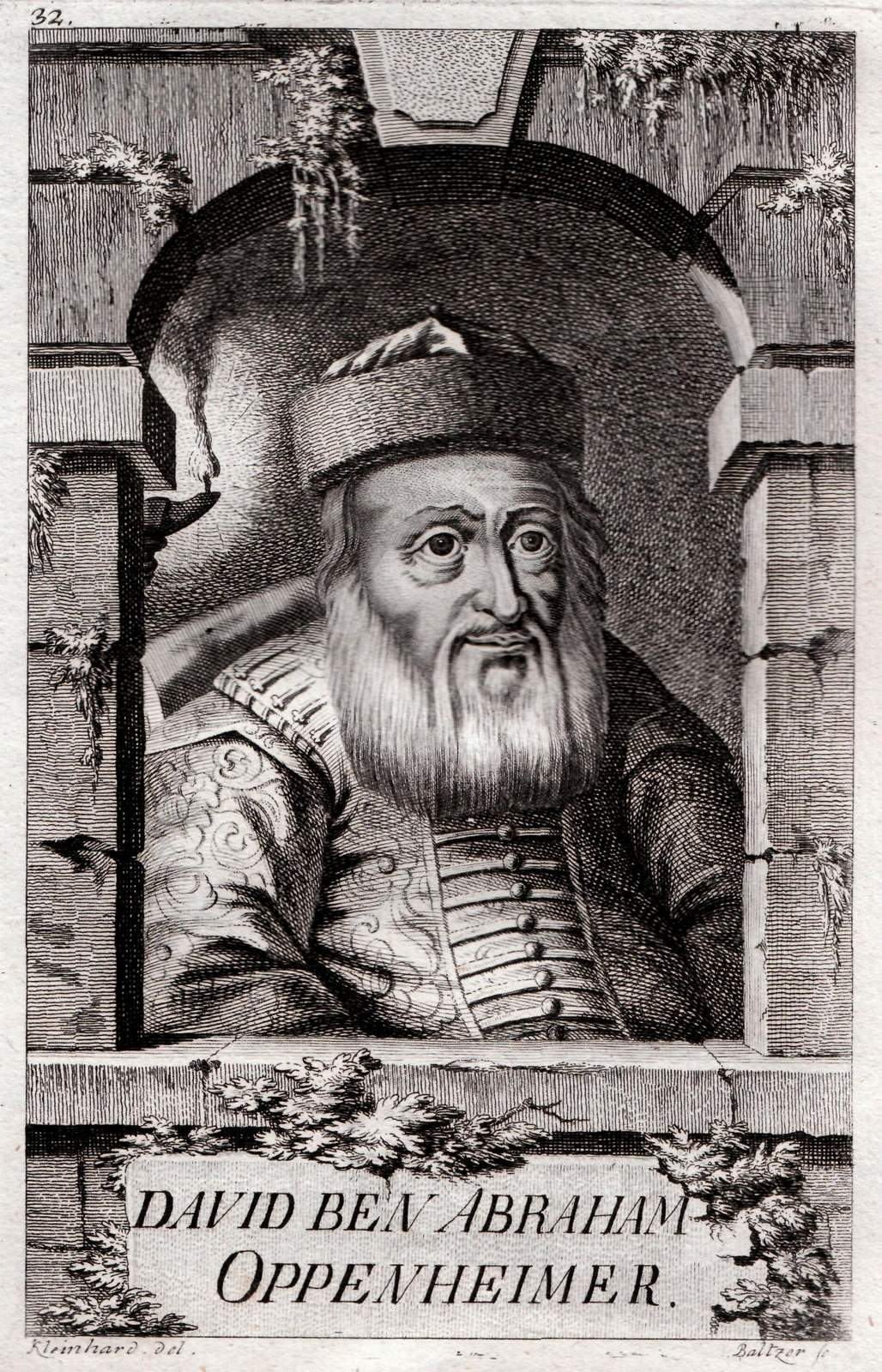
David Oppenheim (1664–1736)
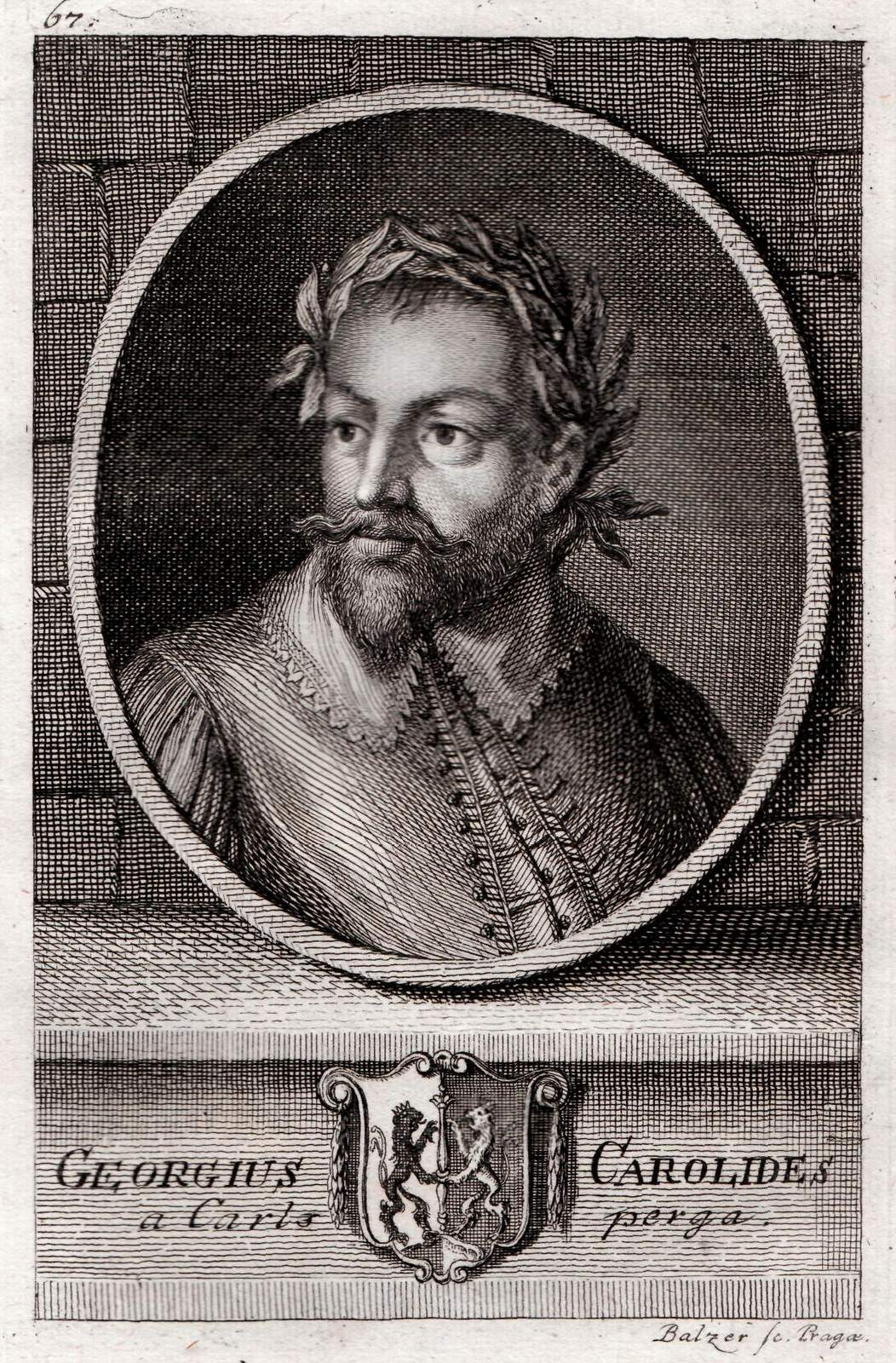
Jiří Carolides z Karlsperka (1569–1612)
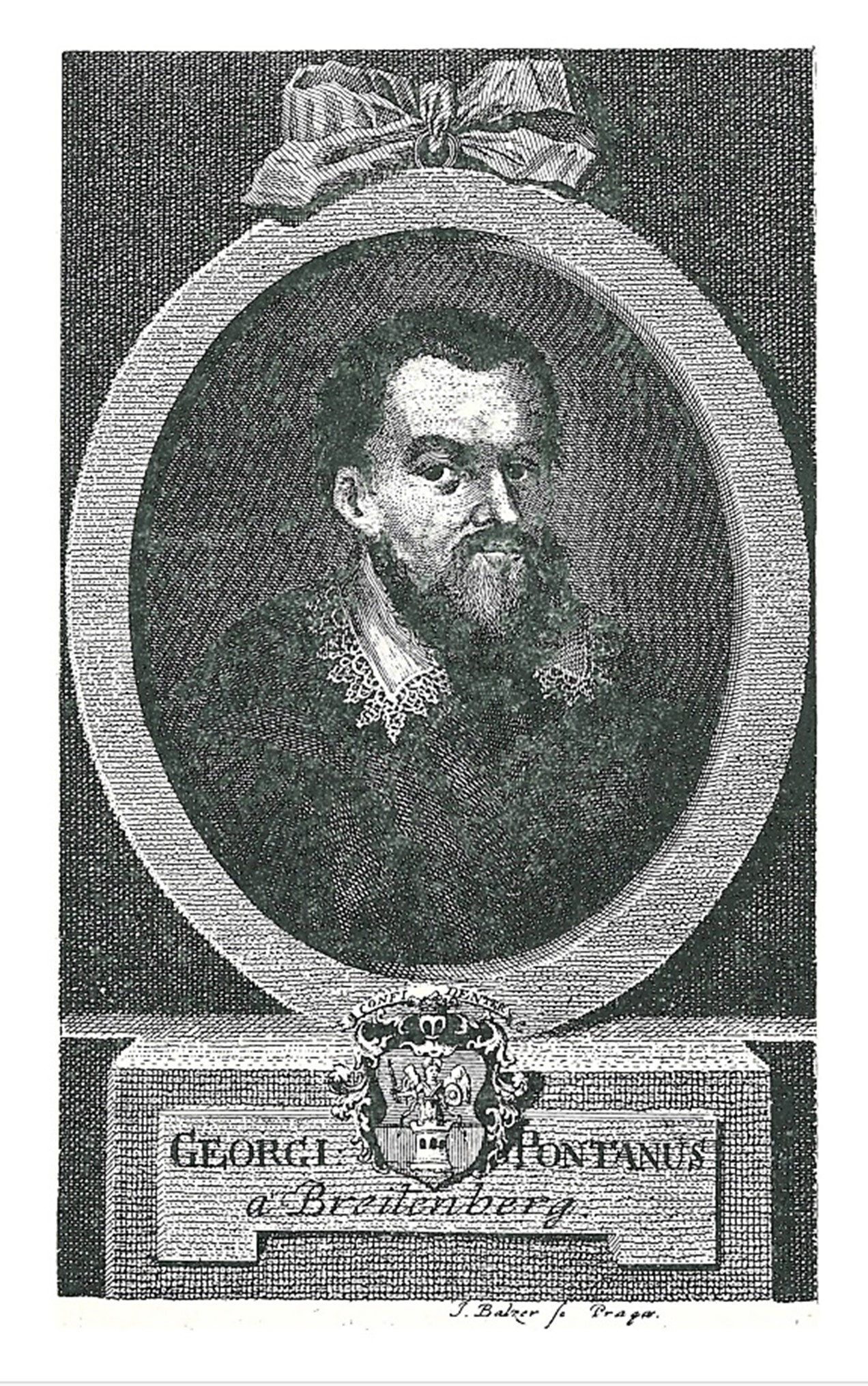
Jiří Barthold Pontanus z Breitenberka (1550–1616)
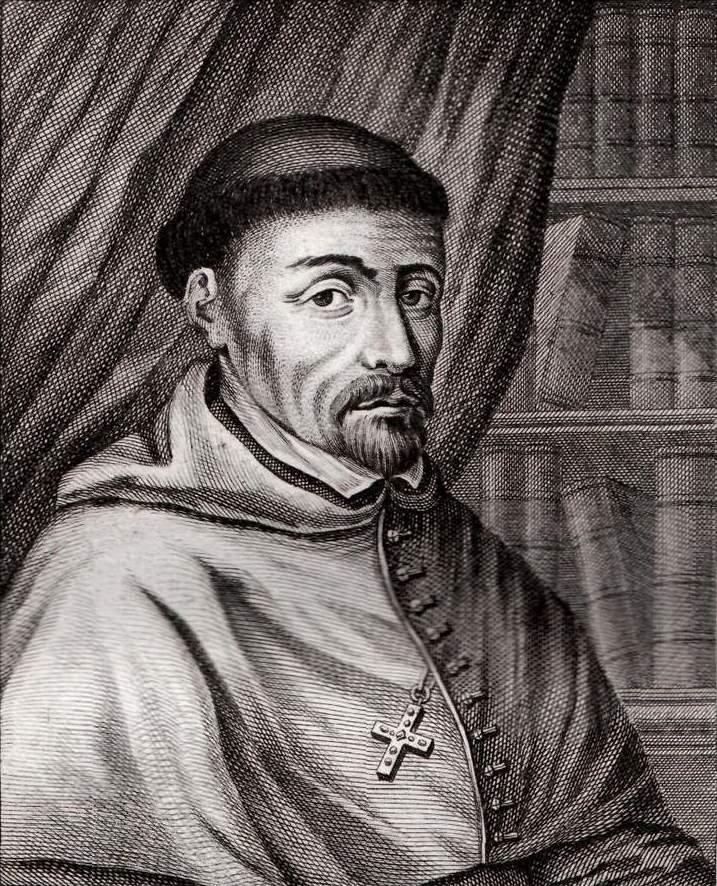
Kašpar z Questenberka (1571–1640)
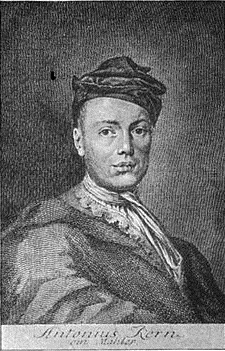
Antonín Kern (1709–1747)
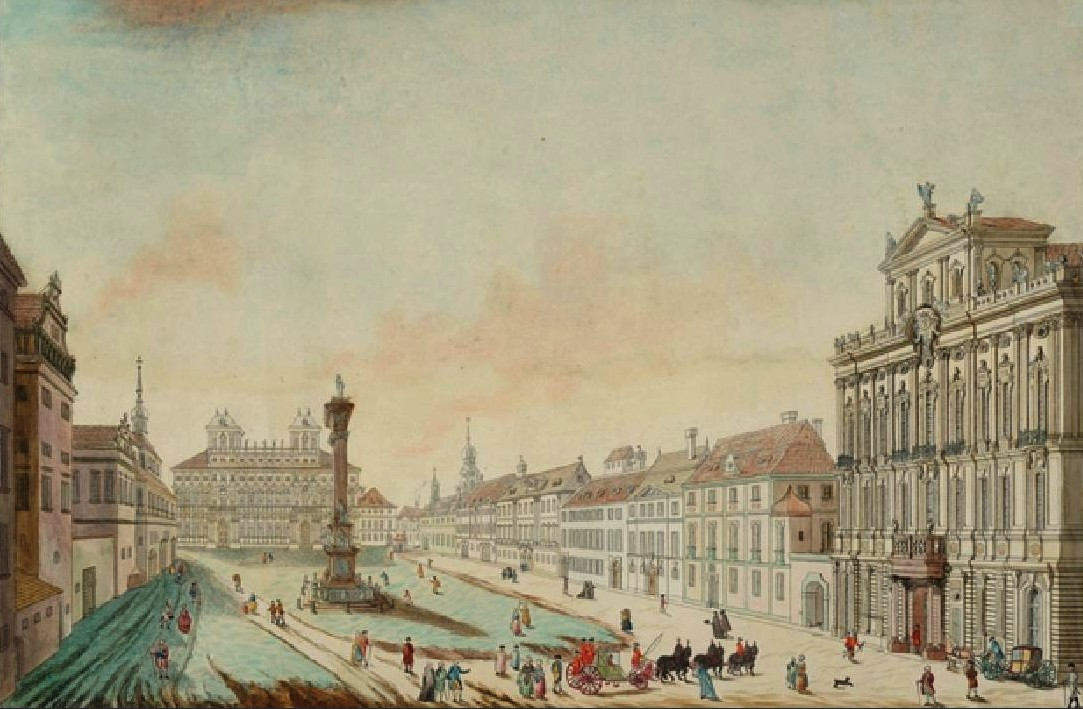
Pohled na Hradčanské náměstí s Toskánským palácem. Podle Josefa Antonína Scottiho de Cassano, kolorovaná mědirytina (1781–1783)